# Crenshaw, Mississippi
Crenshaw là một thành phố thuộc quận Panola, tiểu bang Mississippi, Hoa Kỳ. Năm 2010, dân số của thành phố này là 885 người.

## Dân số
- Dân số năm 2000: 916 người.
- Dân số năm 2010: 885 người.